# Charles Snoy
Pour les articles homonymes, voir Snoy.
Le baron Charles Snoy, né à Tamise le 18 mai 1823 et mort à Grasse le 19 février 1908, est un homme politique belge.

## Biographie
Charles Snoy est le fils d'Idesbalde Snoy d'Oppuers et de Joséphine Cornet de Grez. Il épouse Claire de La Croix de Chevrières de Sayve.
Il est administrateur de Construction de Tubize, de la Banque de l'Union, de l'Union du Crédit d'Anvers, du Chemin de fer de Lokeren à la frontière néerlandaise via Zelzate, de la Compagnie d'exploration ferroviaire, de l'Entreprise de construction de chemins de fer, des Assurances générales contre le feu.

## Fonctions et mandats
- Conseiller provincial du Brabant : 1854-1857
- Membre du Chambre des représentants de Belgique : 1857-1857, 1859-1868, 1870-1876
- Questeur de la Chambre des représentants
- Président de l'Association agricole de Nivelles

## Sources
- Jean-Luc DE PAEPE & Christiane RAINDORF-GERARD, Le Parlement belge, 1831-1894. Données biographiques, Brussel, 1996.
- Oscar COOMANS DE BRACHÈNE, État présent de la noblesse belge, Annuaire 1998, Brussel, 1998.